# Kalkidan Gezahegne
Kalkidan Gezahegne (født 8. maj 1991 i Etiopien) er en bahrainsk atlet, der konkurrerer i mellem- og langdistanceløb. Hun repræsenterede Etiopien, indtil hun modtog bahrainsk statsborgerskab i 2013.
I 2021 repræsenterede hun Bahrain i 10.000 meter-stævnet ved sommer-OL 2020 i Tokyo og vandt sølvmedaljen.